# Mephisto (roman)
Mephisto – Roman einer Karriere is de zesde roman van de Duitse auteur Klaus Mann.
Deze sleutelroman, geïnspireerd op de thematiek uit de Faustlegende, vertelt het verhaal van de fictieve toneelspeler Hendrik Höfgen, die zijn ziel aan de nazi's verkoopt in ruil voor een succesvolle carrière. De figuur van Höfgen is gebaseerd op Manns vroegere zwager, de gevierde acteur en regisseur Gustaf Gründgens die van 1926 tot 1929 getrouwd was met Erika Mann.
Mann droeg het boek op aan de Duits-Joodse actrice Therese Giehse. De roman werd in 1936 gepubliceerd in Amsterdam door de exiluitgever Querido, aangezien Klaus Mann in 1933 in ballingschap was gegaan. Later werd hem zijn Duitse burgerschap door het naziregime afgenomen. Pas in 1956 werd de roman ook in Duitsland gepubliceerd, door de Oost-Berlijnse Aufbau-Verlag in de DDR. Door rechtszaken die nazaten van Gustaf Gründgens tegen de uitgave hadden aangespannen, duurde het tot 1981 voordat het boek ook in de toenmalige (West-Duitse) Bondsrepubliek verscheen, bij Rowohlt Verlag in Hamburg.   
Mephisto werd in 1981 verfilmd. Deze productie, geregisseerd door István Szabó en met in de hoofdrol Klaus Maria Brandauer, kreeg een Oscar voor Beste Niet-Engelstalige film.

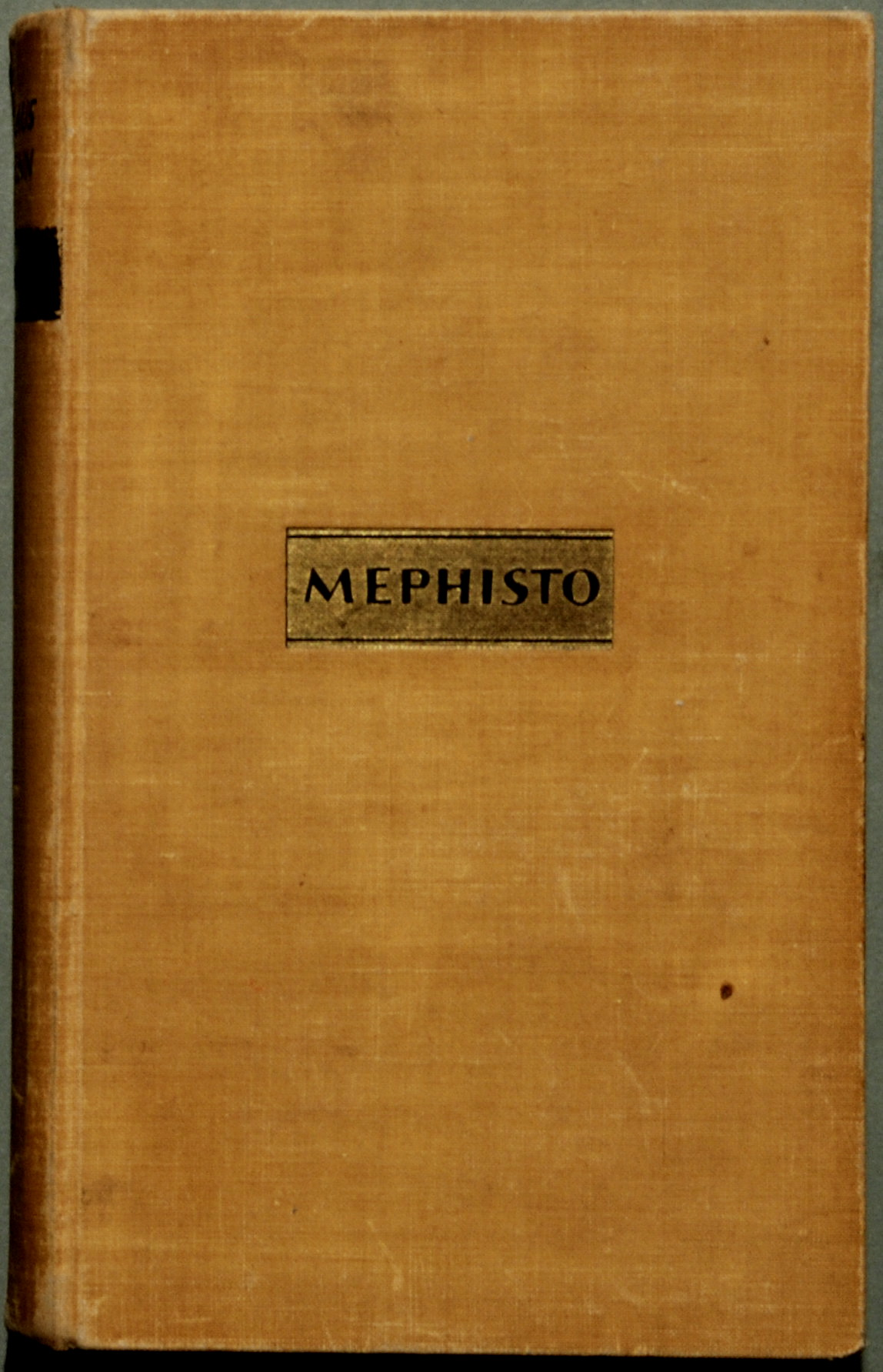
Eerste druk uit 1936, verschenen bij Em. Querido's Uitgeverij te Amsterdam
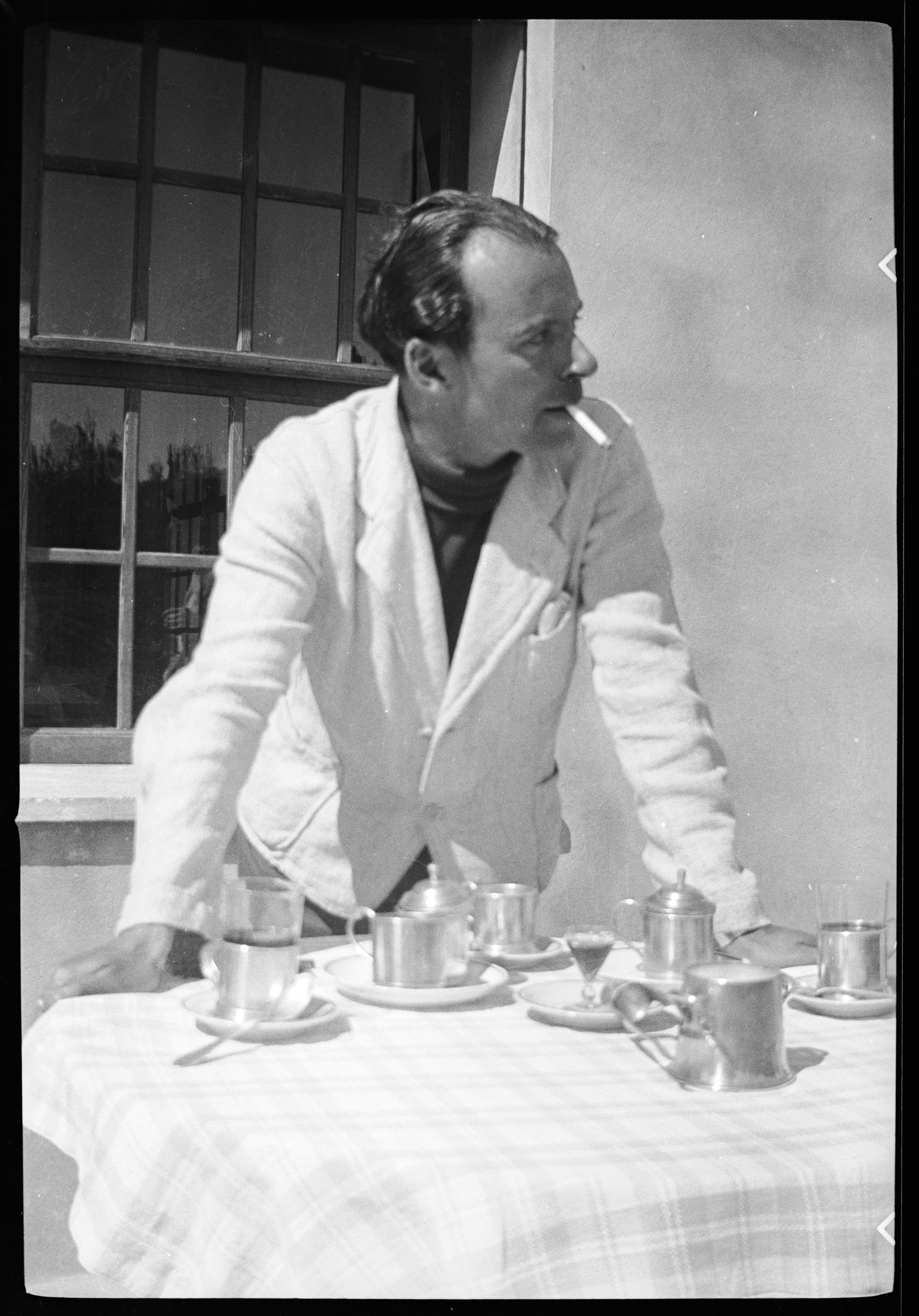
Klaus Mann  (1906-1949), de auteur
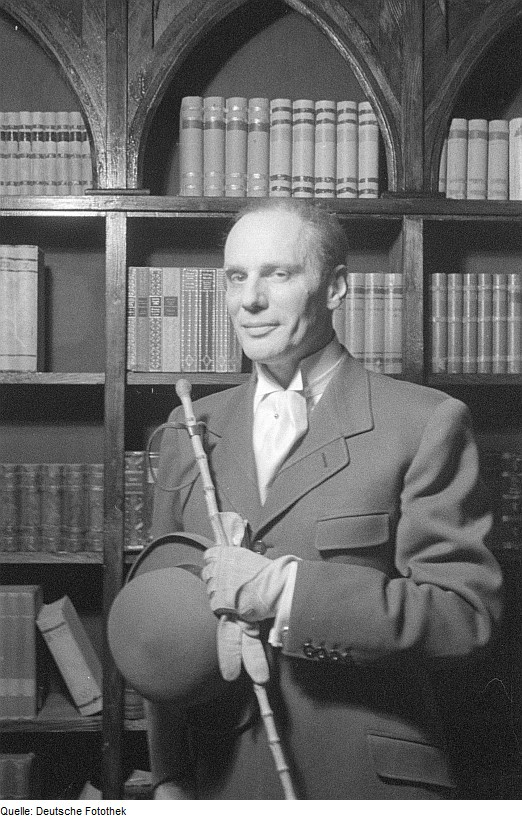
Gustaf Gründgens (1899-1963), op wie het hoofdpersonage Hendrik Höfgen is geïnspireerd